# تلماسه (فرنچایز)

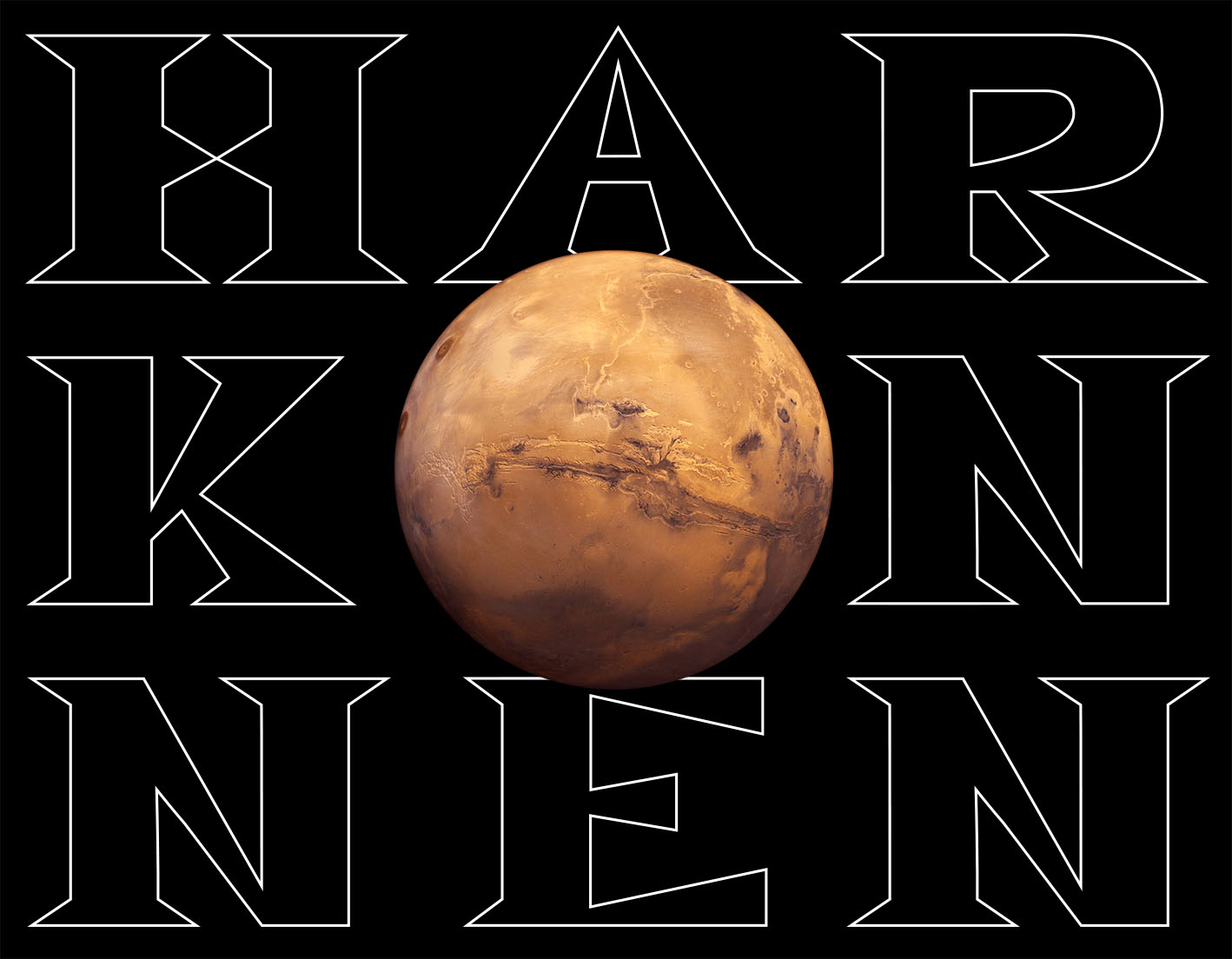
Maison Harkonnen

تلماسه (Dune) که به سرگذشت تلماسه نیز شناخته می‌شود، یک فرانچایز رسانه‌ای علمی تخیلی است که در سال ۱۹۶۵ و با رمان تلماسه اثر فرانک هربرت پدید آمد. رمان تلماسه اغلب به عنوان پرفروش‌ترین رمان علمی تخیلی تاریخ توصیف می‌شود.
این رمان برنده جایزه نبیولا برای بهترین رمان در سال ۱۹۶۵ و جایزه هوگو در سال ۱۹۶۶ شد و در بعدها یک فیلم سینمایی در سال ۱۹۸۴، یک مینی سریال تلویزیونی در سال ۲۰۰۰ و یک فیلم سینمایی در سال ۲۰۲۱ از آن اقتباس شد. ن یک مینی سریال به نام فرزندان تلماسه اثر فرانک هربرت در سال ۲۰۰۳ ساخته شد. تلماسه همچنین الهام بخش شماری از بازی‌های بازی‌های ویدیویی و رایانه ای شده‌است. پس از مرگ هربرت، فرزندش برایان با همکاری کوین جی اندرسون فرانچایز تلماسه را گسترش دادند.
از سال ۲۰۰۹ برای نام‌گذاری عوارض سطح تیتان بزرگ‌ترین قمر سیاره زحل از رمان تلماسه الهام گرفته شد.